# Original Dixieland Jass Band
Original Dixieland Jass Band, abreujat ODJB, (la qual passa a ser anomenada "Original Dixieland Jazz Band" a partir de 1918), va ser una formació pionera en l'origen i evolució del jazz; una banda de jazz dixieland amb origen a Nova Orleans, Estats Units, a la qual se li atribueixen els primers enregistraments de jazz l'any 1917.
| Livery Stable Blues                                                                                 |
| |
| Gravació original de la "Original Dixieland Jass Band" del 26 de febrer de 1917. Duració: 3:10 min. |
| |

Es tracta d'un grup de músics de Nova Orleans que es van fer populars mentre tocaven al cafè Schiller a Chicago i el restaurant Reisenweber a Nova York. "Livery Stable Blues" es va convertir en la primera composició de jazz coneguda, gravada el 26 de febrer de 1917, la qual juntament amb el Dixie Jass Band One-Step ha estat considerat el primer àlbum de jazz publicat. El quintet l'integraven el clarinet Larry Shields, el corneta Dominic James La Rocca, el trombó Edwin Branford Edwards, el pianista Henry Ragas i el bateria Tony Sbarbaro. Tots ells havien actuat anteriorment, ja de forma conjunta, en diverses bandes de Nova York.